# Caio Roque
Caio Alves Roque Gomes (Salvador, 9 januari 2002) is een Braziliaans voetballer die sinds 2020 uitkomt voor Lommel SK.

## Carrière
Roque maakte in 2020 de overstap van CR Flamengo naar de Belgische tweedeklasser Lommel SK. Op 24 april 2021 maakte hij zijn officiële debuut in het eerst elftal van de club: op de slotspeeldag van de reguliere competitie liet trainer Liam Manning hem tegen RFC Seraing (1-3-nederlaag) in de 81e minuut invallen.  